# Jivaromyia problematica
Jivaromyia problematica är en tvåvingeart som beskrevs av Alexander 1943. Jivaromyia problematica ingår i släktet Jivaromyia och familjen småharkrankar.
Artens utbredningsområde är Ecuador. Inga underarter finns listade i Catalogue of Life.